# Ana's Song (Open Fire)
Ana's Song (Open Fire) è un singolo del gruppo musicale australiano Silverchair, pubblicato nel 1999 ed estratto dall'album Neon Ballroom.
Il brano è stato scritto da Daniel Johns.

## Video
Il videoclip della canzone è stato diretto da Cate Anderson e vede la partecipazione dell'attrice Sarah Aubrey.

## Tracce
- CD (AUS)

1. Ana's Song (Open Fire)
2. Trash
3. Anthem for the Year 2000 (a cappella)
4. Ana's Song (Open Fire) (acoustic)

- CD (Europa)

1. Ana's Song (Open Fire)
2. Anthem for the Year 2000 (a cappella)
3. Ana's Song (Open Fire) (acoustic)